# Placówka Straży Granicznej I linii „Brzezie”

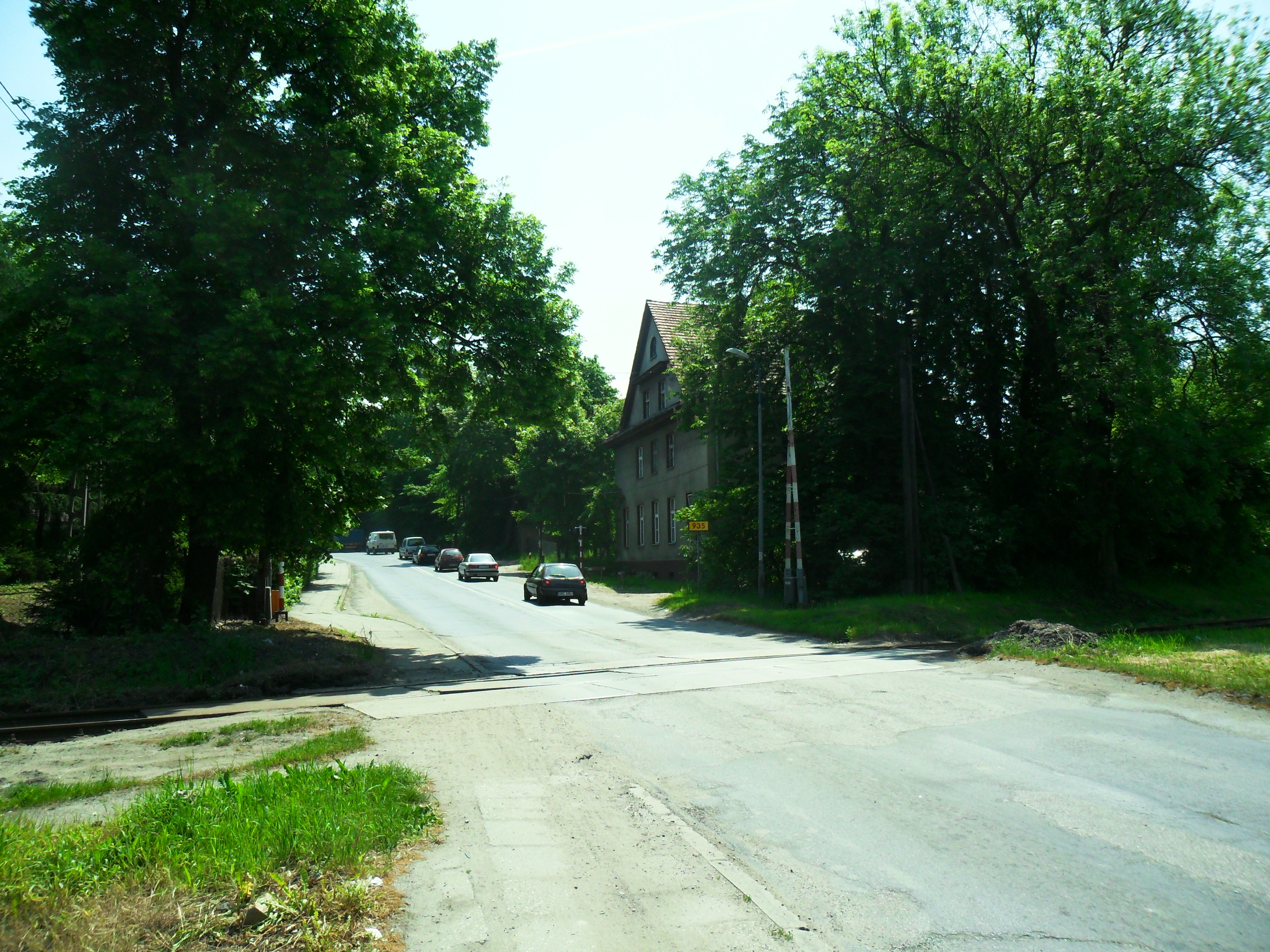
W tym miejscu znajdowało się dawne przejście graniczne pomiędzy Raciborzem a Brzeziem

Placówka Straży Granicznej I linii „Brzezie” – jednostka organizacyjna Straży Granicznej pełniąca służbę ochronną na granicy polsko-niemieckiej w okresie międzywojennym.

## Geneza
Na wniosek Ministerstwa Skarbu, uchwałą z 10 marca 1920 roku, powołano do życia Straż Celną. Od połowy 1921 roku jednostki Straży Celnej rozpoczęły przejmowanie odcinków granicy od pododdziałów Batalionów Celnych. Proces tworzenia Straży Celnej trwał do końca 1922 roku.
Początek działalności Straży Celnej na Śląsku datuje się na dzień 15 czerwca 1922 roku. W tym dniu polscy strażnicy celni w zielonych mundurach i rogatywkach wkroczyli na ziemia przyznane Polsce. W nocy z 15 na 16 czerwca 1922 roku Straż Celna przejęła ochronę granicy polsko–niemieckiej na Śląsku. W ramach Inspektoratu Straży Celnej „Rybnik” zorganizowany został komisariat Straży Celnej „Lubomia”, a w jego składzie placówka Straży Celnej „Brzezie” z kierownikiem dozorcą Franciszkiem Ekertem i „Luksyna” z Franciszkiem Marszałkiem. Funkcjonariusze placówek spotykali się przy skrzynce służbowej mieszczącej się w korytarzu względnie w sieni budynku. Początkowo służbę pełniono bez broni. Dopiero w połowie lipca strażnicy uzbrojeni zostali w karabiny włoskie.
W marcu 1924 roku zlikwidowano placówkę Straży Celnej „Brzezie”.
W 1926 roku placówki przeniosły swoje siedziby do wynajętych ubikacji. Placówka „Lukasyna” funkcjonowała w Fabryce Futer i Skór.
W kwietniu 1927 roku zmieniono nazwę placówki „Lukasyna”  na „Brzezie”.

## Formowanie i zmiany organizacyjne
Rozporządzeniem Prezydenta Rzeczypospolitej Polskiej Ignacego Mościckiego z 22 marca 1928 roku, do ochrony północnej, zachodniej i południowej granicy państwa, a w szczególności do ich ochrony celnej, powoływano z dniem 2 kwietnia 1928 roku Straż Graniczną.
Rozkazem nr 4 z 30 kwietnia 1928 roku w sprawie organizacji Śląskiego Inspektoratu Okręgowego dowódca Straży Granicznej gen. bryg. Stefan Pasławski określił strukturę organizacyjną komisariatu SG „Kornowac”. Placówka Straży Granicznej I linii „Dębicz” znalazła się w jego strukturze.
Rozkazem nr 10 z 5 listopada 1929 roku w sprawie reorganizacji Śląskiego Inspektoratu Okręgowego komendant Straży Granicznej płk Jan Jur-Gorzechowski określił numer i nową strukturę komisariatu. Rozkaz nie wymienia placówki„Dębicz”. W jej miejscu wymieniona jest placówka Straży Granicznej I linii „Brzezie” nad Odrą.
Rozkazem nr 4/31 zastępcy komendanta Straży Granicznej płk. Emila Czaplińskiego z 20 października 1931 roku przeniesiono siedzibę komisariatu do Lubomi. Placówka Straży Granicznej I linii „Brzezie” nadal pozostawała w jego strukturze.

## Służba graniczna
Sąsiednie placówki:
- placówka Straży Granicznej I linii „Raszczyce” ⇔ placówka Straży Granicznej I linii „Ligota” − 1928[10]

## Kierownicy/dowódcy placówki
| stopień    | imię i nazwisko          | okres pełnienia służby | kolejne stanowisko |
| ---------- | ------------------------ | ---------------------- | ------------------ |
| przodownik | Bronisław Brodziński     | 1928 – był w 1930      |                    |
| przodownik | Aleksander Wojciechowski | był w 1931 –           |                    |
| przodownik | Stefan Śmiełowski        | był w 1932 –           |                    |